# La Bréole
La Bréole est une ancienne commune française, située dans le département des Alpes-de-Haute-Provence en région Provence-Alpes-Côte d'Azur. Elle est une commune déléguée de Ubaye-Serre-Ponçon à la suite de sa fusion le 1er janvier 2017 avec la commune de Saint-Vincent-les-Forts pour former la commune nouvelle de Ubaye-Serre-Ponçon.
Le nom de ses habitants est Bréolais.

## Géographie
Le village est situé à 998 m d’altitude, et domine le lac de Serre-Ponçon. La commune est limitée à l’ouest par les gorges de la Blanche, qui font la frontière avec les Hautes-Alpes.

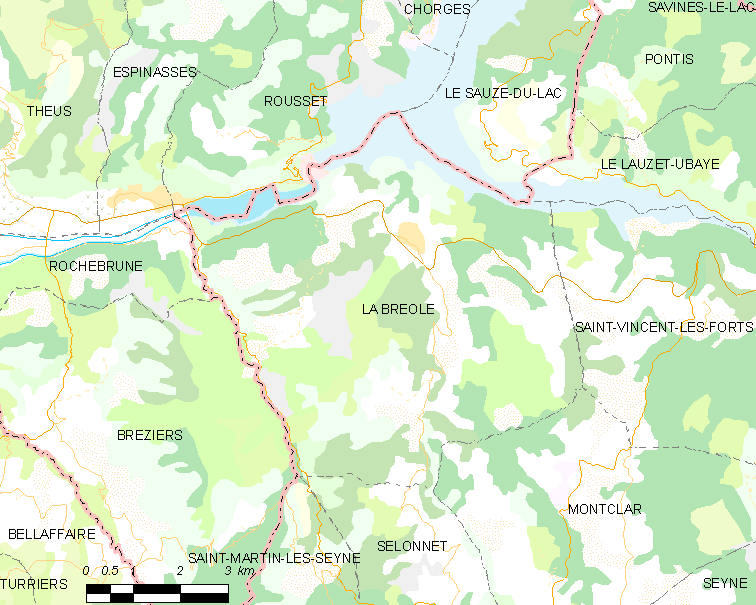
La Bréole et les communes voisines (Cliquez sur la carte pour accéder à une grande carte avec la légende).

Les communes limitrophes de La Bréole sont Rousset, Le Sauze-du-Lac, Le Lauzet-Ubaye, Saint-Vincent-les-Forts, Montclar, Selonnet, Bréziers, Rochebrune et Espinasses.
La commune est principalement desservie par la route départementale RD 900B (ancienne route nationale 100b). La RD 7 permet de rejoindre le bassin de Seyne par le col des Fillys.

### Géologie
Lors des deux dernières grandes glaciations, la glaciation de Riss et la glaciation de Würm, la commune est entièrement recouverte par le glacier de la Durance.

### Relief
- le Collet, à 991 m, sur la RD 900B, vers Saint-Vincent-les-Forts et la vallée de l'Ubaye ;
- col des Fillys à 1 322 m, vers Selonnet ;
- col de Charamel ;
- col de Font-Sainte.

### Environnement
La commune compte 1 339 ha de bois et forêts, soit 34 % de sa superficie.

### Hameaux
- Champcelas
- Charamel
- Costebelle
- l’Egaye
- les Eyrauds
- Fermeyer
- la Garde
- les Goirands
- la Rouvière
- les Laphonds

### Risques naturels et technologiques
Aucune des 200 communes du département n'est en zone de risque sismique nul. L'ancien canton du Lauzet-Ubaye auquel appartenait La Bréole était en zone 1b (risque faible) selon la classification déterministe de 1991, basée sur les séismes historiques, et en zone 4 (risque moyen) selon la classification probabiliste EC8 de 2011. La commune de La Bréole est également exposée à trois autres risques naturels :
- feu de forêt ;
- inondation ;
- mouvement de terrain.

La commune de La Bréole est également exposée à deux risques d’origine technologique :
- celui de transport de matières dangereuses par route[6] : la départementale RD900b (ancienne route nationale 100b) peut être empruntée par les transports routiers de marchandises dangereuses[7] ;
- et celui de rupture de barrage : une partie de la commune se trouve immédiatement sous le barrage de Serre-Ponçon. En cas de rupture, le hameau de Chaussetive serait immédiatement submergé[6],[8].

Aucun plan de prévention des risques naturels prévisibles (PPR) n’existe pour la commune et le Dicrim n’existe pas non plus.

### Toponymie
La localité apparaît pour la première fois dans les textes en 1079 (La Bredola). Son nom peut venir de l’occitan Bredo.

population moyenne de la breole

## Héraldique
| Blason de Bréole (La) | Blason  | D'or à un taureau de gueules.                    |
| Blason de Bréole (La) | Détails | Le statut officiel du blason reste à déterminer. |

## Économie

### Aperçu général
En 2009, la population active s’élevait à 180 personnes, dont 13 chômeurs (13 fin 2011). Ces travailleurs sont majoritairement salariés (66 %) et travaillent de manière équilibrée dans et hors de la commune (51 % des actifs ont leur emploi localisé dans la commune). L’essentiel des établissements de la commune sont des exploitations agricoles (29 sur 72 en 2010), à égalité avec le secteur tertiaire.

### Agriculture
Fin 2010, le secteur primaire (agriculture, sylviculture, pêche) comptait 29 établissements actifs au sens de l’Insee et aucun emploi salarié.
Le nombre d’exploitations, selon l’enquête Agreste du ministère de l’Agriculture, est stable dans les années 2000 à 17 unités, essentiellement des élevages ovins et bovins. De 1988 à 2000, la surface agricole utile (SAU) a fortement augmenté, de 1 006 ha à 1 501 ha, alors que le nombre d’exploitations baissait (de 29 à 17). La SAU a légèrement diminué lors de la dernière décennie, mais reste à un niveau élevé, à 1 439 ha, essentiellement utilisée par les élevages.
La culture et la transformation des framboises par un agriculteur de la commune a été distinguée par le Conseil général en 2013.

### Industrie
Fin 2010, le secteur secondaire (industrie et construction) comptait 14 établissements, employant 30 salariés.
Deux usines hydroélectriques se trouvent sur la commune de la Bréole :
- la centrale de Martinet, qui utilise les eaux du Riou de la Blanche via une conduite forcée. La turbine ainsi mise en mouvement a une puissance de 3,4 mégawatts[19] ;
- la centrale électrique souterraine du barrage de Serre-Ponçon.

### Activités de service

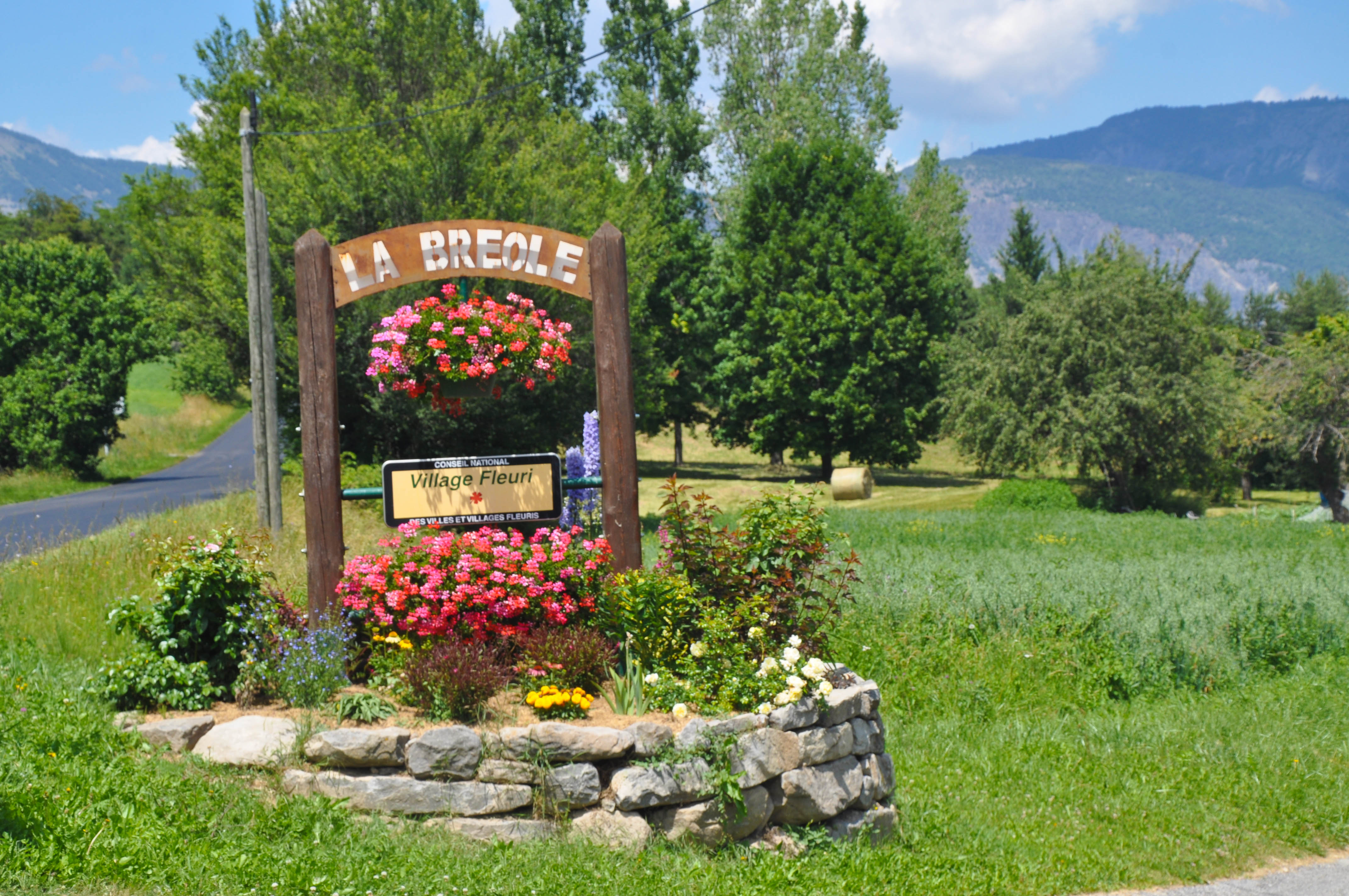
Village fleuri

Fin 2010, le secteur tertiaire (commerces, services) comptait 19 établissements (avec 34 emplois salariés), auxquels s’ajoutent les 10 établissements du secteur administratif (salariant 61 personnes).
D'après l’Observatoire départemental du tourisme, la fonction touristique est importante pour la commune, avec entre 1 et 5 touristes accueillis par habitant, l’essentiel de la capacité d'hébergement étant non-marchande. Plusieurs structures d’hébergement à finalité touristique existent dans la commune :
- deux campings, l’un classé une étoile et l’autre deux étoiles[22] avec des capacités respectives de 50 et 56 emplacements[23],[24] ;
- plusieurs meublés[25],[26] ;
- des chambres d’hôtes (une douzaine de chambres)[27] ;
- un village de vacances[28].

Enfin, les résidences secondaires apportent un complément important à la capacité d’accueil, près de 45 % des logements, soit 138, étant des résidences secondaires,.
Parmi les infrastructures permettant aux touristes de rester dans la commune, on compte :
- des itinéraires de randonnée pédestre et équestre ;
- des installations pour le canotage, jet ski, et voile sur le lac de Serre-Ponçon ;
- une station de sports d’hiver dans la commune voisine, à Saint-Jean-Montclar ;
- une piscine chauffée.

## Histoire
Avant la conquête romaine, la Bréole est une ville des Édenates ; une tombe de l’Âge du Fer, contenant une épée, a été découverte au XIXe siècle.

### Moyen Âge
Le village faisait partie du domaine aux comtes de Provence, qui lui accordent le consulat au XIIIe siècle
. Les prieurés de Saint-Pierre et Sainte-Marie, et les revenus qui y étaient attachés, relevaient de l’abbaye Saint-Victor de Marseille. 
La Bréole était un lieu de passage de la Durance, grâce au bac attesté au XIVe siècle. Une foire a ainsi pu se maintenir au XVIIIe siècle. Dès 1289 le Bailli de Seyne autorise la communauté de La Bréole à construire un bac sur la Durance contre paiement d’une redevance mais Pierre et Albert Rostand de Rousset, les seigneurs de La Bréole invoquent leur propriété, arguant que leur père avait déjà le pouvoir d'en tenir,un sans payer d’impôt. Alix de Theus qui installe un radeau pour passer la Durance entre le Rousset et La Bréole se voit poursuivre en justice en 1291.
M.-Z. Isnard signale que Bertrand et Guillaume Rodulphi étaient coseigneurs de Barcelonnette et de la Bréole en 1309. De nombreux nobles de La Bréole, sont nommés par les comtes de Provence « capitaine chatelain de la Tour de Saint-Vincent » dont successivement Pierre Hugo, Antoine Bosse et Guilhem Radulphi. 
La mort de la reine Jeanne Ire ouvre une crise de succession à la tête du comté de Provence, les villes de l’Union d'Aix (1382-1387) soutenant Charles de Duras contre Louis Ier d'Anjou. Le seigneur de La Bréole, Louis le Roux, soutient le duc d’Anjou dès avril 1382, ce soutien étant conditionné à la participation du duc à l’expédition de secours à la reine. De son côté, la communauté des habitants se rallie au parti angevin en mars 1386, après la mort du duc et des négociations avec la régente Marie de Blois. Celle-ci accorde à la communauté le rattachement au domaine royal, ce qui signifiait relever d’un autre régime légal et fiscal. Le traité de paix contient des articles assurant la protection comtale à la communauté contre les exactions de la rivale voisine, Seyne.

### Temps modernes
La Réforme connait un certain succès à La Bréole, et une partie des habitants se convertissent.
En octobre 1586, en pleine guerres de religion, le duc d’Epernon fait le siège du château de La Bréole, défendu par le protestant Jacques de Bosse, surnommé capitaine La Bréole, aux ordres du duc de Lesdiguières. La résistance est farouche et plusieurs officiers Français (dont l’homme sans peur,  le chevalier de Crillon) sont blessés lors des sorties héroïques des assiégés.
Après sept jours de combats et 260 coups de canon, les murs de La Bréole sont toujours debout. D’Epernon doit parlementer. Le capitaine La Bréole négocie. La garnison aura la vie sauve et sera escortée hors de France (la frontière avec la Savoie se situait alors aux Tourniquets du Lauzet). Le 13 novembre 1586, libres et armes à l’épaule, 293 protestants sortent du petit château médiéval de La Bréole et s’exilent vers le Comté de Nice et la Savoie. En signe de victoire, deux drapeaux trouvé dans le château sont envoyés au roi de France, pendant que d’Epernon part terminer le siège de Chorges ….
Après ce siège, le château est détruit et le village abandonne son piton rocheux pour le site actuel.
Malgré ces guerres de religion, une communauté protestante se maintient au XVIIe siècle, bien que l’édit de Nantes (1598) ne lui ait pas accordé de temple. Mais l’abolition de l’édit de Nantes (1688) lui fut fatal, et elle disparut, ses membres émigrant ou étant convertis de force.
Un gisement de plomb a été très brièvement exploité au XVIIIe siècle.

### Révolution française
Durant la Révolution, la commune compte une société patriotique, créée après la fin de 1792. La commune est chef-lieu de canton de 1790 à 1801.

### Période contemporaine
Au XIXe siècle, la commune est divisée en quatre paroisses : une au chef-lieu, les autres à Charamel, CosteBelle et La Garde.
Comme de nombreuses communes du département, La Bréole se dote d’écoles bien avant les lois Jules Ferry : en 1863, elle compte déjà quatre écoles dispensant une instruction primaire aux garçons, situées au chef-lieu, à La Garde, à l’Egaye et aux Lafons. En 1861, aucune école n’est ouverte aux filles, alors que la loi Falloux (1851) en impose une par commune de plus de 800 habitants. Ce seuil est abaissé à 500 habitants par la première loi Duruy en 1867 et l’école de filles est ouverte avant 1872. La deuxième loi Duruy (1877) lui permet, grâce aux subventions de l’État, de construire des écoles neuves aux Lafons et à l’Egaye. En 1886, c’est le chef-lieu qui reçoit une nouvelle école, filles et garçons séparés. Le nouveau bâtiment accueille également la mairie.
La commune de La Bréole est durement touchée par la Première Guerre mondiale, avec 46 morts. Une souscription publique est lancée afin de financer la construction du monument aux morts. Une autre souscription, de fin 1919 à 1921, a lieu dans toute la vallée de l'Ubaye et permet de financer un monument aux 509 morts de la vallée, érigé à Barcelonnette par Paul Landowski.
Dans les années 1930, une scierie était active à La Bréole. Jusqu’au milieu du XXe siècle, la vigne était cultivée à La Bréole, uniquement pour l’autoconsommation. Cette culture a depuis été pratiquement abandonnée, et en 2005, les surfaces plantées en vigne étaient relictuelles.
En 2010, l’école quitte le bâtiment qui l’abritait depuis 1886.

## Politique et administration

### Municipalité
| Période                                  | Période                       | Identité       | Étiquette | Qualité                                                     |
| ---------------------------------------- | ----------------------------- | -------------- | --------- | ----------------------------------------------------------- |
| 1935                                     |                               | Louis Pascal   |           |                                                             |
| 1953                                     |                               | Séverin Bosse  |           |                                                             |
| 1983                                     |                               | Laurent Pascal |           |                                                             |
| 1989                                     | En cours (au 21 octobre 2014) | Roger Masse,   | LR        | Retraité de l'enseignement Conseiller départemental (2015-) |
| Les données manquantes sont à compléter. |                               |                |           |                                                             |

### Enseignement
La commune est dotée d’une école primaire.

### Politique environnementale
La Bréole est classé une fleur au concours des villes et villages fleuris.

## Démographie
En 2014, la commune comptait 361 habitants. À partir du XXIe siècle, les recensements réels des communes de moins de 10 000 habitants ont lieu tous les cinq ans (2008, 2013, 2018, etc. pour La Bréole). Les autres « recensements » sont des estimations.
| 1315     | 1471    | 1765  | 1793  | 1800  | 1806  | 1821 | 1831 | 1836  | 1841  |
| -------- | ------- | ----- | ----- | ----- | ----- | ---- | ---- | ----- | ----- |
| 152 feux | 62 feux | 1 082 | 1 078 | 1 104 | 1 085 | 966  | 932  | 1 044 | 1 050 |

| 1846  | 1851  | 1856 | 1861 | 1866 | 1872 | 1876 | 1881 | 1886 | 1891 |
| ----- | ----- | ---- | ---- | ---- | ---- | ---- | ---- | ---- | ---- |
| 1 082 | 1 040 | 976  | 989  | 952  | 881  | 853  | 844  | 876  | 822  |

| 1896 | 1901 | 1906 | 1911 | 1921 | 1926 | 1931 | 1936 | 1946 | 1954 |
| ---- | ---- | ---- | ---- | ---- | ---- | ---- | ---- | ---- | ---- |
| 743  | 726  | 703  | 686  | 612  | 535  | 515  | 477  | 387  | 348  |

| 1962 | 1968 | 1975 | 1982 | 1990 | 1999 | 2008 | 2014 | - | - |
| ---- | ---- | ---- | ---- | ---- | ---- | ---- | ---- | - | - |
| 477  | 256  | 235  | 252  | 279  | 325  | 346  | 361  | - | - |

L’histoire démographique de La Bréole, après la saignée des XIVe et XVe siècles et le long mouvement de croissance jusqu’au début du XIXe siècle, est marquée par une période d’« étale » où la population reste relativement stable à un niveau élevé. Cette période dure toute la première moitié du XIXe siècle. L’exode rural provoque ensuite un mouvement de recul démographique de longue durée. En 1926, la commune a perdu plus de la moitié de sa population par rapport au maximum historique de 1846. Parallèlement, alors que la commune se dépeuple, le village chef-lieu se renforce : de 1872 à 1896, sa population passe de 180 à 403 habitants (soit un passage de 20 à 54 % de la population de la commune) et 262 habitants en 1926 (49 %). Le mouvement de baisse se poursuit jusqu’aux années 1970. Depuis, la croissance de la population a repris.

## Lieux et monuments
Au hameau des Masses, il y a plusieurs vieilles maisons, dont une possède un pigeonnier, assez atypique : formé d’une tour cylindrique, il n’a que deux ouvertures rectangulaires, dont une soutenue par deux corbeaux. Le toit forme une flèche à base polygonale ; la couverture est en ardoises.
Il y avait quatre paroisses sous le Concordat, qui ont laissé quatre églises :
- église Saint-Pierre ;
- église Saint-Marcellin à Costebelle ; elle possède un calice en argent, daté de 1711, classé au titre objet[68] ;
- église Saint-Barthélemy à la Garde (1695), elle abrite une chape de soie blanche, qui faisait partie des vêtements sacerdotaux, datant du XVIIe siècle. Un chaperon en drap d’or lui a été ajouté au XIXe. Elle est classée au titre objet[69] ;
- église Saint-Marc au Charamel, construite en 1860 pour remplacer une église de 1617. La travée centrale est surmontée d’une coupole surbaissée, avec pendentifs. L’autre travée est voûtée, ainsi que le chœur. Les piliers ont une forme irrégulière[70].

L'église Saint-Pierre est l'actuelle église paroissiale. Construite en 1581,, elle voit son clocher rehaussé de 30 à 40 mètres de haut en 1890 grâce à un legs. Elle est ornée de vitraux contemporains, dont deux installés en 2013.
- Nombreuses bâtisses médiévales

## Personnalités liées à la commune
- Liotard (Martial, Louis, Marien), personne morte en déportation.